# Elecciones para gobernador de California de 2006
La elección para gobernador de California de 2006 tuvo lugar el 7 de noviembre. 

## Primaria republicana
|  | 89.99 % |

|  | 3.58 % |

|  | 3.42 % |

|  | 3.01 % |

|  | 100 % |

## Primaria demócrata
|  | 48.0 % |

|  | 43.18 % |

|  | 2.66 % |

|  | 1.68 % |

|  | 1.40 % |

|  | 1.23 % |

|  | 1.02 % |

|  | 0.84 % |

|  | 100 % |

## Resultados
|  | 55.88 % |

|  | 38.91 % |

|  | 2.37 % |

|  | 1.32 % |

|  | 0.81 % |

|  | 0.71 % |

|  | 100 % |

|  | 56.2 % |